# 马里耶勒·佛朗哥
马里耶勒·佛朗哥（Marielle Franco；1979年7月27日—2018年3月14日），巴西女性，女性主義者、社会学家、人权活动家，巴西左翼政党社会主义和自由党党员。2017年1月当选里约热内卢市议员，任上于2018年3月14日被枪杀。
2018年3月14日晚间，马里耶勒·佛朗哥与助手参加一项活动之后，乘车返回途中，凶手从旁边的车上开枪，马里耶勒头部至少中了四枚子弹。她的司机也被打死，只有助理一人幸存。杀人者作案后立即离开了现场，没有抢走任何物件。警方推断此案很可能是针对马里耶勒·佛朗哥的谋杀。据称，她生前并未收到生命威胁。
马里耶勒生前曾关注贫民窟民众权利、警察暴力执法等问题。